# Coniglietta

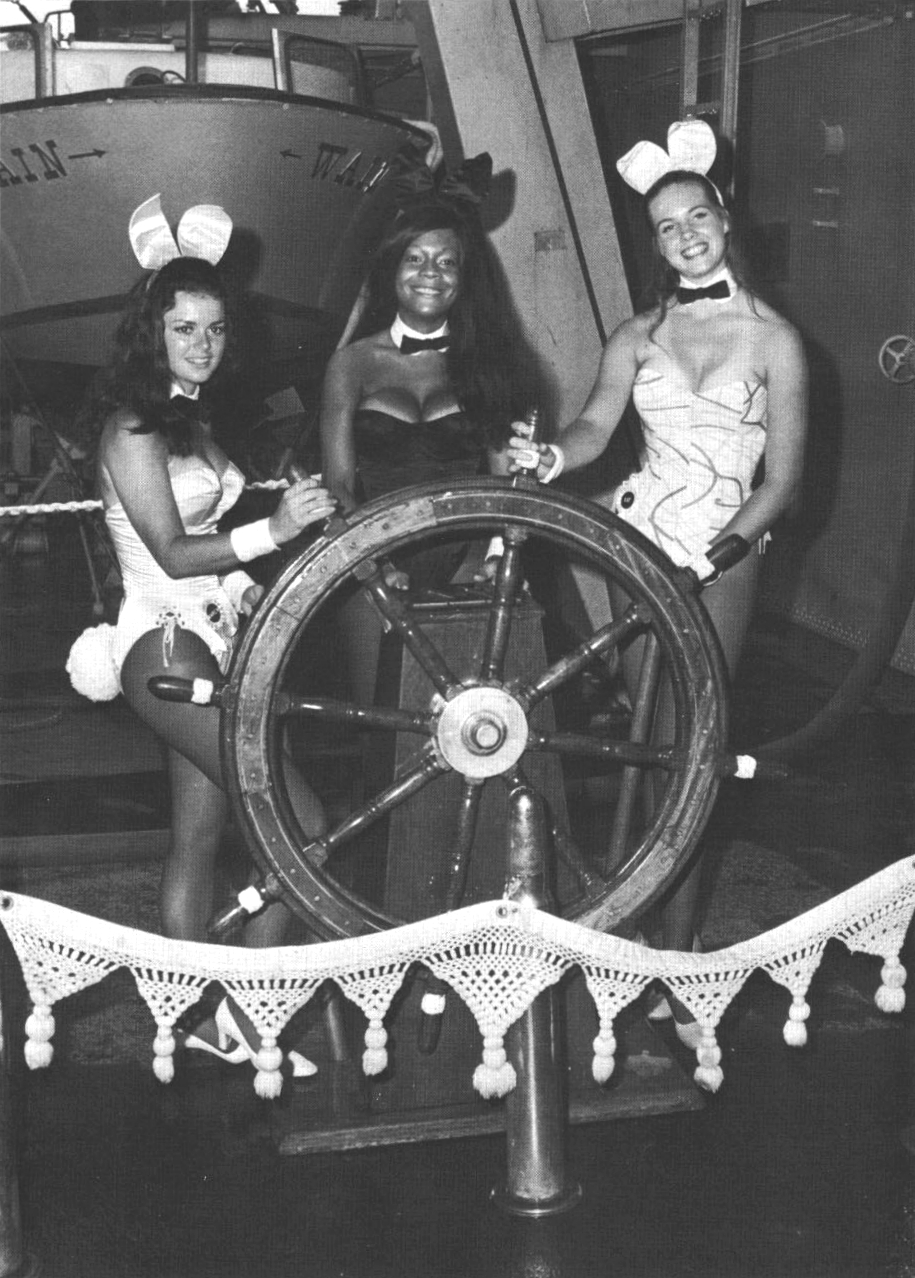
Conigliette del Playboy Club di New York, a bordo della USS Wainwright (1971 circa)

Una Coniglietta di Playboy (in originale Playboy Bunny) è una cameriera che lavora in un Playboy Club, locali notturni che operarono tra il 1960 e il 1991 principalmente negli Stati Uniti e che sono stati riaperti in misura minore a partire dal 2006 in varie parti del mondo.
Le conigliette originali erano selezionate tramite audizioni, ricevevano una formazione standard e vestivano un costume ispirato dal logo di Playboy chiamato "bunny suit" che consisteva in un corsetto senza spalline (nello specifico, un "Teddy"), orecchie da coniglio, collant neri, un papillon, un colletto, polsini e una coda a pon-pon. Il costume da coniglietta è considerato uno dei simboli più celebri della cultura americana.
Le conigliette non devono essere confuse con le playmate, le modelle che appaiono nel paginone centrale della rivista (anche se alcune conigliette sono poi divenute playmate e viceversa).

## Storia

### Il costume

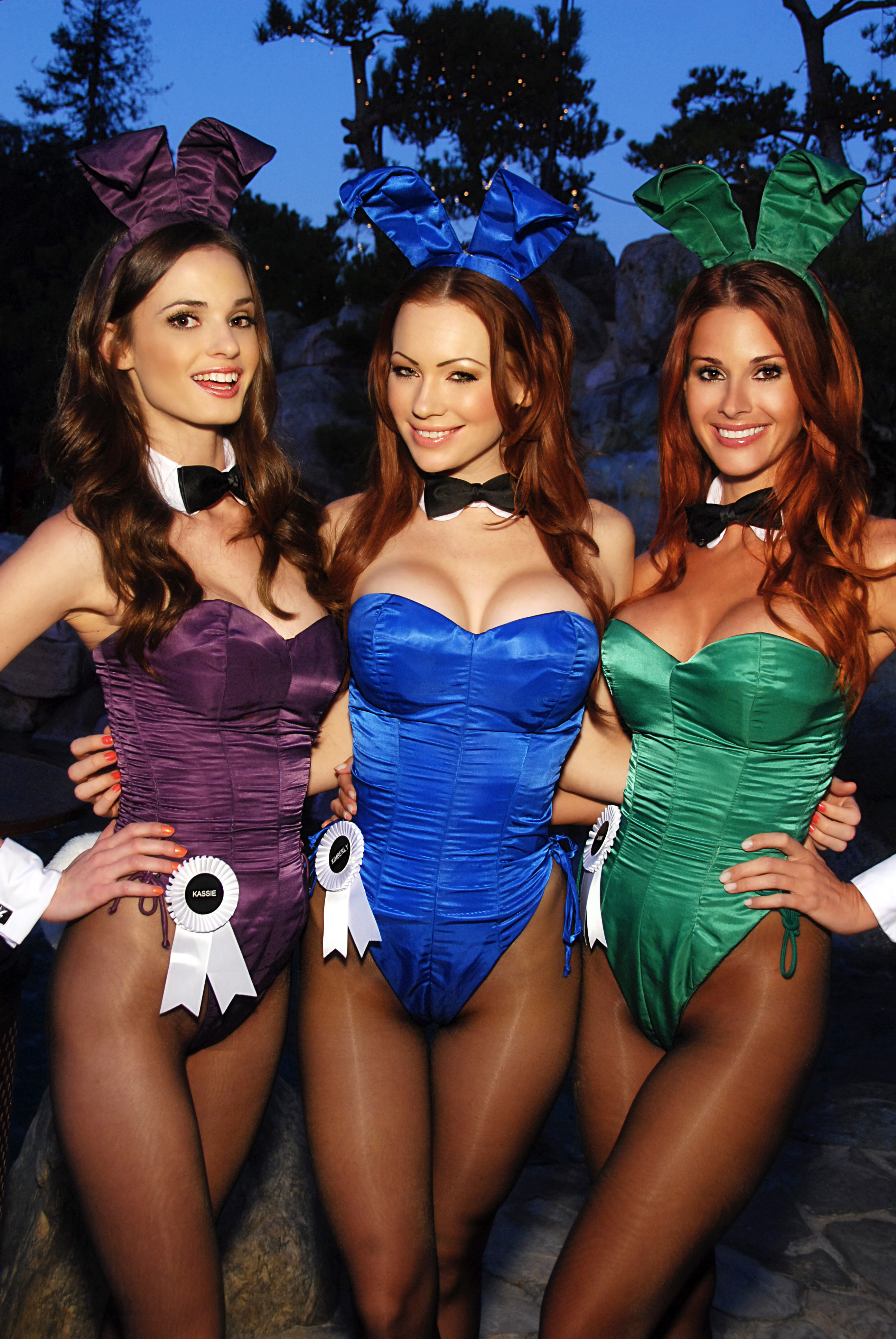
Le playmate Kassie Lyn Logsdon, Kimberly Phillips e Jaime Faith Edmondson indossano un costume da coniglietta durante una festa alla Playboy Mansion, 23 luglio 2011

L'idea del costume da coniglietta venne a Ilse Taurins, un'emigrata di origini lettoni che all'epoca frequentava uno dei co-fondatori dei Playboy Club, Victor Lownes III, e che era fra le ospiti del varietà televisivo Playboy's Penthouse. Durante un incontro tra Hefner e Lownes per discutere dei futuri club, Taurins suggerì di vestire le cameriere con un costume basato sul logo di Playboy, un coniglio in smoking, nonostante Hefner precisasse che fosse un maschio. Ilse convinse sua madre, una sarta, a confezionare il primo prototipo ed ella lo indossò durante una riunione tra Hefner, Lownes, Arnold Morton e l'illustratore della rivista LeRoy Neiman. Inizialmente il costume non venne accolto molto positivamente, dato che assomigliava ad un costume da bagno integrale a cui erano state aggiunte la coda e le orecchie. Tuttavia Hefner ci vide del potenziale e suggerì di tagliarlo più alto sui fianchi in modo da esporre maggiormente le gambe, dato che non tutte le ragazze avrebbero avuto le gambe della lunghezza adatta. In seguito, su suggerimento di Hefner, vennero aggiunti i polsini, il collare e il papillon. Secondo fonti recenti il design originale del costume sarebbe da attribuire alla stilista americana Zelda Wynn Valdes, tuttavia questa tesi non è riscontrabile in pubblicazioni dell'epoca ed è più plausibile che le venne semplicemente commissionata la creazione di alcuni dei vestiti.
All'epoca i costumi erano disponibili in 10 colorazioni differenti. Nel 1961 venne aggiunta sul fianco destro una coccarda di seta con il nome della coniglietta. Successivamente la stilista di origini francesi Renée Blot venne assunta per rifinire il costume e per supervisionarne la produzione in massa ad opera della Kabo di Chicago. Ella eliminò la cucitura sotto il busto e lo alzò ulteriormente sui fianchi. Nel 1962 le calze a rete nere furono sostituite da dei collant trasparenti prodotti dalla Danskin. L'originale coda fatta in nylon venne sostituita da una di finta pelliccia nel luglio del 1969. Sono sempre state utilizzate delle scarpe di seta dello stesso colore del vestito con un tacco da 3 pollici. Il costume da coniglietta divenne un simbolo dei Playboy Club ed è anche la prima uniforme commerciale ad essere stata registrata dalla United States Patent and Trademark Office (numero 0762884).

### I Playboy Club
Il primo Playboy Club fu aperto a Chicago il 29 febbraio 1960 e le audizioni per assumere 30 conigliette cominciarono il 9 gennaio. Le ragazze provenivano da vari centri degli Stati Uniti e furono selezionate fra passate playmate della rivista, modelle, vincitrici di concorsi di bellezza, hostess e segretarie in base al loro charme e al loro aspetto fisico. Successivamente furono inaugurati club in altre cinque città americane: Miami il 10 maggio 1961, New Orleans il 13 ottobre, Saint Louis il 16 ottobre 1962 (un franchise), New York l'8 dicembre (all'apertura vi lavoravano 140 conigliette) e Phoenix il 19 dicembre. Al luglio del 1963, in questi sei locali, lavoravano 421 conigliette e, tra queste, 67 erano nate in nazioni diverse dagli Stati Uniti, più di 25 erano di colore e 11 erano di origine asiatica. Ognuna di queste ragazze poteva guadagnare facilmente da due a tre volte il salario di una segretaria ben pagata, accumulando più di 200 dollari a settimana di sole mance. In questo periodo le conigliette divennero oggetto di numerosi articoli di giornale, servizi televisivi, canzoni, fumetti, parodie e spettacoli teatrali, negli Stati Uniti come all'estero.
Alcune ex playmate del mese furono assunte per lavorare nei club e col passare del tempo alcune conigliette fecero il percorso inverso, diventando playmate. Venne ufficializzato così il ruolo della Playmate Bunny, ovvero una coniglietta che era anche comparsa nel paginone centrale della rivista. La prima playmate a divenire coniglietta fu Lisa Winters, mentre la prima coniglietta a divenire playmate fu Jan Roberts, nell'agosto del 1962 (fino a quel momento le cameriere con un passato da playmate erano 24). Nel 1972 le playmate che lavoravano o avevano lavorato in un Playboy Club ammonteranno a 88, su un totale di 230 ragazze comparse nella rivista, mentre nel 1979 saranno più di un centinaio.
Le aperture continuarono nel 1964 in città quali Detroit a febbraio, Kansas City il 13 giugno, Baltimora l'11 luglio e Cincinnati il 19 settembre. Nella notte di capodanno 1965 fu inaugurato il club di Los Angeles e il giorno seguente un intero resort a Ocho Rios, in Giamaica, chiamato Playboy Club-Hotel. Il personale del resort giamaicano, prima proprietà internazionale della Playboy Enterprises, si componeva principalmente di persone del posto, compresa la maggior parte delle conigliette, le quali furono formate dalle rimanenti ragazze americane. Per servire ai tavoli della piscina o della spiaggia, rinominata "Bunny Bay", le conigliette indossavano un particolare costume a due pezzi. Nello stesso anno vennero aperti i Playboy Club di Atlanta (il 6 marzo) e di San Francisco (a novembre).
Nel febbraio 1966 venne inaugurato un locale a Boston. A giugno fu aperto il primo club europeo, quello di Londra; prima dell'apertura, sei ragazze selezionate tramite un concorso radiofonico volarono a Chicago per ricevere la formazione necessaria al lavoro, al fine di trasmetterla alle altre 94 conigliette londinesi una volta tornate in patria. Un'ulteriore proprietà internazionale fu il Playboy Club di Montréal, inaugurato il 15 luglio 1967 con 57 conigliette all'attivo, mentre il 6 maggio 1968 venne aperto a Lake Geneva un secondo Playboy Club-Hotel simile a quello giamaicano, completo di campo da golf e piste da sci (nella stagione invernale le conigliette indossavano un particolare costume a tema sciistico e venivano chiamate Snow Bunny). Seguirono varie inaugurazioni in altre città americane e vennero aperti club anche in Giappone, nelle Bahamas (Nassau) e nelle Filippine (Manila).
L'ultimo Playboy Club degli Stati Uniti, quello di Lansing, chiuse nel luglio del 1988 e la catena di locali continuò ad esistere fino al 1991, quando anche il club di Manila terminò le attività.

### Oggi

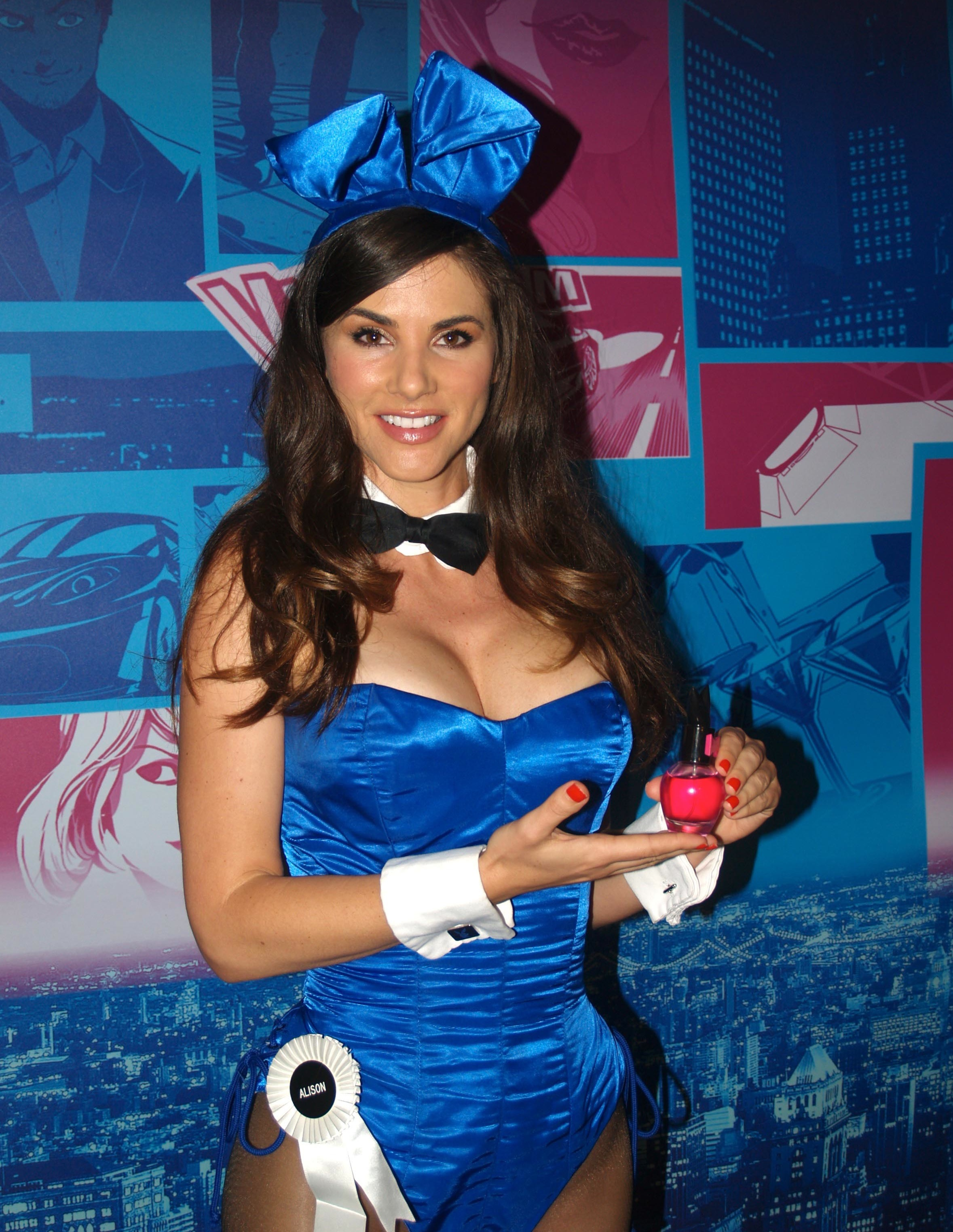
Ad oggi il costume da coniglietta viene utilizzato in eventi promozionali della Playboy Enterprises. Nella foto la playmate Alison Waite presenta un profumo al New York Comic Con 2013

Negli anni successivi alla chiusura dei Playboy Club il costume da coniglietta ha continuato ad essere utilizzato da varie modelle in eventi e fotografie (tra queste, Kate Moss, che posò per l'edizione speciale per i 60 anni della rivista).
Dato che la Playboy Enterprises richiedeva a tutte le loro impiegate di riconsegnare i costumi alla fine del loro lavoro, ancora oggi molti di questi sono conservati nei magazzini della compagnia e vengono saltuariamente venduti all'asta. Alcuni costumi appartengono a collezioni di musei, come il National Museum of American History dello Smithsonian (non più esposto), il Fashion Institute of Design & Merchandising Museum di Los Angeles o il Chicago History Museum.
Nel 2006 il Palms Casino Resort di Las Vegas aprì un Playboy Club nella Fantasy Tower, e Roberto Cavalli venne scelto per ridisegnare il costume. Lo stilista italiano aggiunse un corsetto esterno, ammorbidì i tessuti, alzò la linea delle gambe e allungò le orecchie piegandole leggermente in avanti. Il club ha chiuso i battenti nel 2012. Nel 2010 venne aperto un club a Londra e per l'occasione il brand americano Marchesa disegnò una nuova versione del costume, poi venduta all'asta per beneficenza. Nello stesso anno si inaugurarono club in Macao e a Cancún, tuttavia il primo chiuse nel 2013 e il secondo nel 2014. Nel 2012 venne aperto un nuovo club a Colonia, in Germania, dove lavorarono 8 conigliette, ma fu chiuso dopo soli otto mesi per motivi economici. Nel 2012 Playboy decise di aprire vari club in India, cominciando da un locale sulla spiaggia nello stato di Goa. Per venire incontro alle leggi locali lo stilista Mohini Tadikonda dovette modificare l'uniforme da coniglietta, ma nonostante ciò la licenza venne negata da parte delle autorità. Playboy poté inaugurare in seguito altri locali in tre città indiane, ma nessuna coniglietta venne assunta per lavorarci. Nel 2018, a New York, è stato aperto un nuovo Playboy Club in cui hanno lavorato 54 conigliette, ma il locale è stato chiuso l'anno seguente per mancanza di clienti.

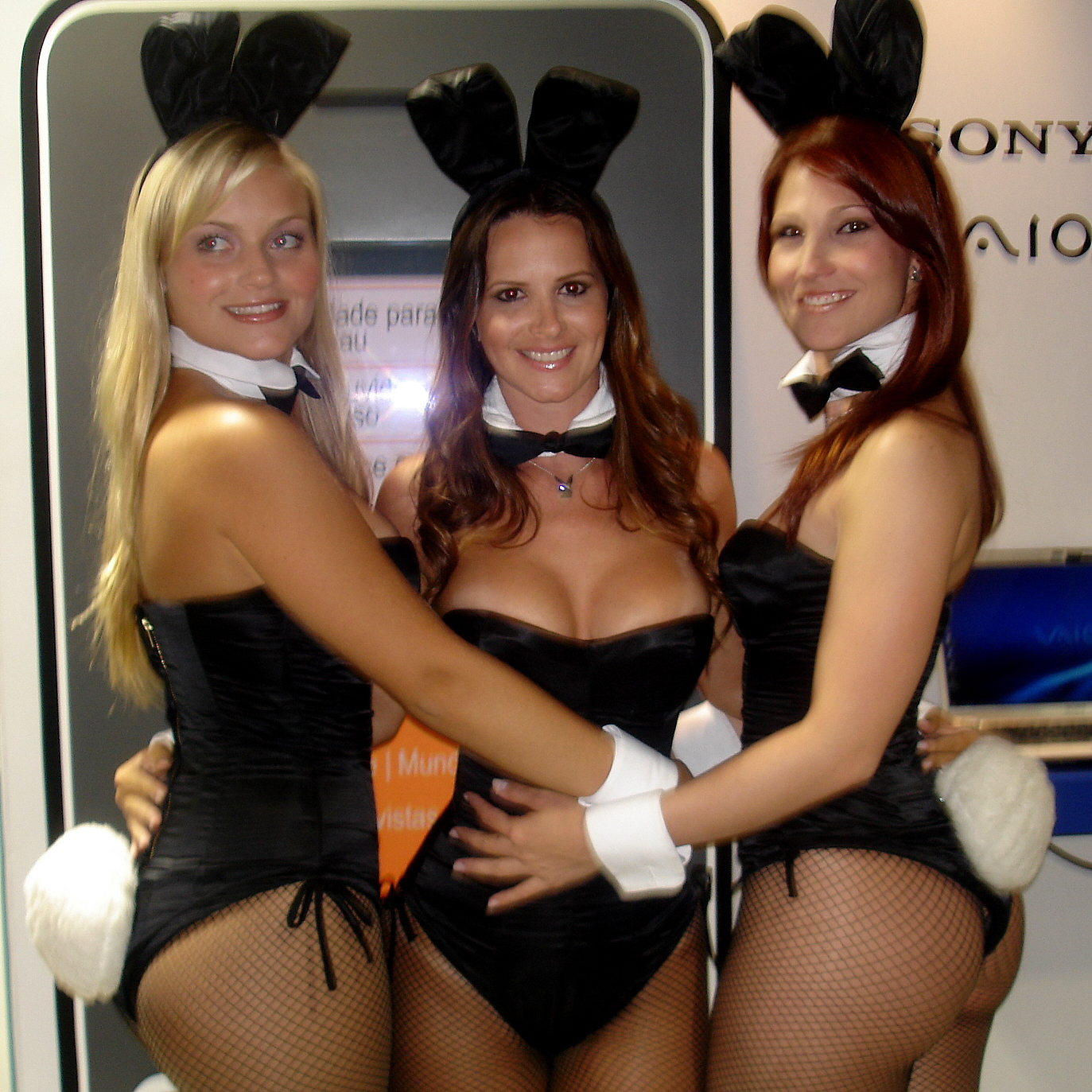
Thaíz Schmitt, Márcia Spézia e Ana Lúcia Fernandes ad un evento Playboy a San Paolo del Brasile nel 2009

In Brasile, nonostante non fossero presenti Playboy Club, la divisione brasiliana di Playboy utilizzò delle conigliette ("coelhinas" in portoghese) per i propri eventi. Inizialmente le conigliette ufficiali furono Thaíz Schmitt, Márcia Spézia e Ana Lúcia Fernandes, che furono anche playmate e comparvero insieme sulla copertina del numero speciale natalizio di dicembre 2008. In seguito vennero sostituite da Camila Vernaglia e Priscila Muniz fino al 2015, anno in cui l'editore Editora Abril decise di interrompere le pubblicazioni. Per il rilancio della rivista avvenuto nel 2016 ad opera della PBB Entertainment, vennero selezionate diverse conigliette promozionali, scelte in modo da rappresentare al meglio la varietà demografica del Paese. Le pubblicazioni sono state interrotte definitivamente nel 2018. In modo del tutto analogo, l'edizione thailandese della rivista pubblicata negli anni 2010 diede il titolo di "Bunny Girl" ad alcune modelle promozionali.
Il costume da coniglietta è molto popolare in Giappone, ma non è comunemente associato a Playboy e viene semplicemente chiamato "Bunny suit" (バニースーツ?, banī sūtsu), mentre le ragazze che lo indossano sono dette "Bunny Girl" (バニーガール?, banī gāru). Fece la sua comparsa per la prima volta a metà degli anni '60, indossato dalle cameriere di alcuni locali aperti in maniera indipendente dalla Playboy Enterprises, come ad esempio gli Esquire Club (エスカイヤクラブ?). Il primo Playboy Club asiatico vero e proprio, infatti, venne inaugurato a Tokyo solo nel dicembre 1976, in seguito al successo dell'edizione giapponese della rivista, e vi lavorarono 40 conigliette. Molti locali indipendenti con questo tipo di cameriere continuano ad esistere in Giappone, mentre quelli inaugurati da Playboy sono tutti stati chiusi. Non essendo associato direttamente alla rivista americana, il costume da coniglietta viene indossato, ancora oggi, da personaggi televisivi e da idol. Inoltre ha fatto la sua comparsa in manga e anime, vestito da personaggi di finzione come, per esempio, Ranma Saotome, Bulma di Dragon Ball, Haruhi Suzumiya o la protagonista dei cortometraggi Daicon III e Daicon IV. Compare addirittura nel titolo del primo numero della serie di light novel Seishun buta yarō, dal momento che la protagonista fa la sua prima apparizione girovagando in una libreria con indosso un costume da coniglietta. Questo fenomeno culturale è simile al nekomimi, il costume da felino, e al kemonomimi in genere.

## Formazione e comportamento

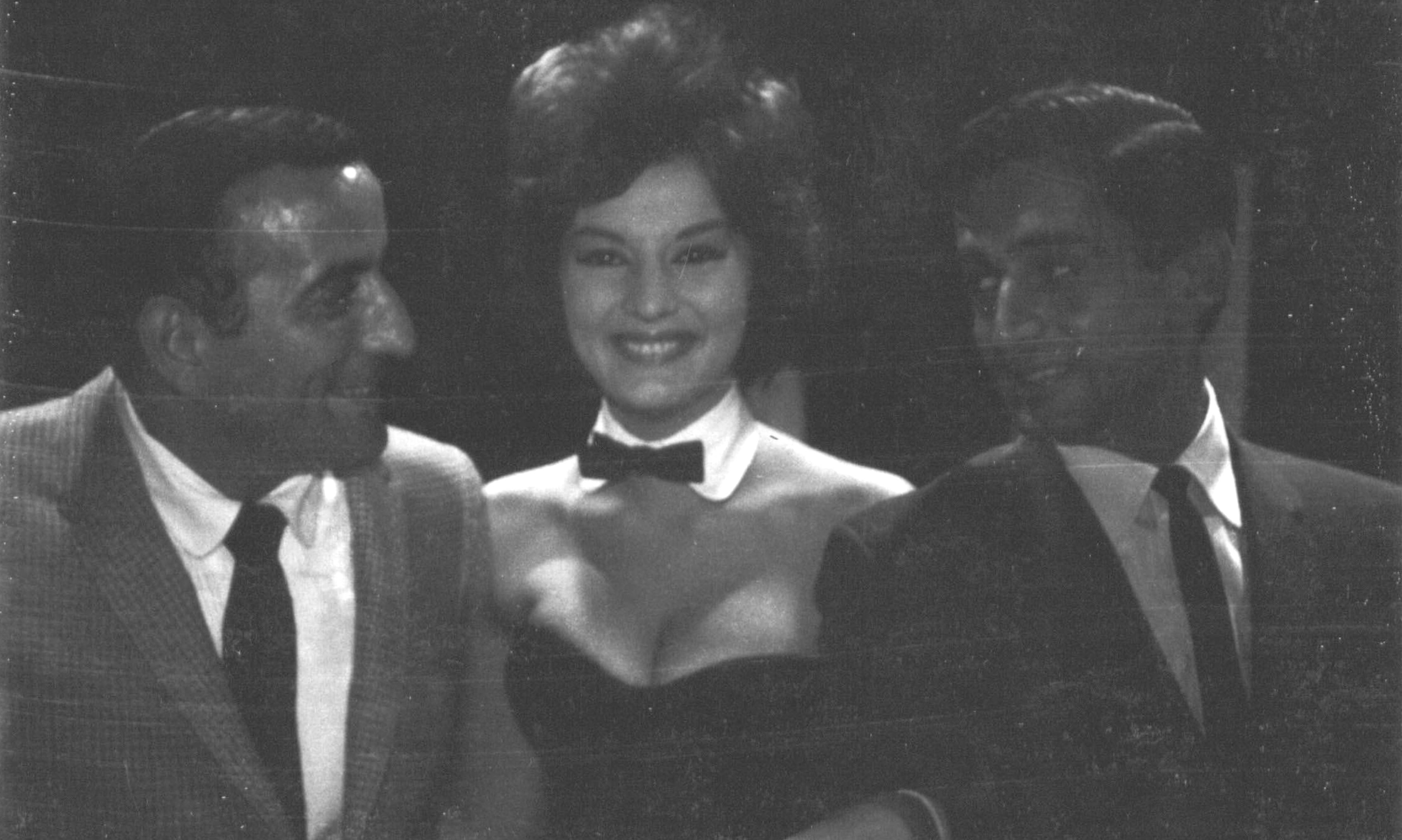
Una coniglietta del Playboy Club di Miami con Tony Bennett nel 1963

Per diventare una coniglietta le ragazze erano accuratamente selezionate tramite audizioni e, una volta accettate, dovevano frequentare una settimana di corsi di formazione soprannominata "Bunny Boot Camp". Durante il primo giorno veniva loro consegnato il manuale ufficiale e veniva controllata la loro postura, il trucco e il loro modo parlare. Nel secondo giorno venivano istruite su come portare le pietanze ai tavoli. Nei giorni restanti facevano pratica delle varie forme di servizio. La settimana si concludeva con un esame scritto, l'adattamento del costume alle loro forme, una visita medica, appuntamenti per il trucco e per i capelli. Negli anni '70 Victor Lownes utilizzò la sua tenuta di campagna nell'Hertfordshire (la "Stocks") come luogo per formare le conigliette.
In ogni Playboy Club era presente la "Bunny Mother" (la "Madre coniglietta") che si occupava della formazione delle ragazze e doveva definire i turni di lavoro, assumere o licenziare. Una coniglietta doveva essere in grado di identificare 143 marche di liquori e sapere come guarnire 20 varianti di cocktail. Inoltre doveva padroneggiare alcune movenze necessarie a lavorare nei club. Tra queste la "Bunny Stance", una posa richiesta per i clienti più facoltosi in cui la coniglietta restava in piedi con le gambe incrociate. Quando una coniglietta riposava o aspettava prima di entrare in servizio, doveva sedersi sullo schienale di una sedia o di una poltrona, nella cosiddetta "Bunny Perch". La movenza più famosa era la "Bunny Dip" (inventata da Kelly Collins, famosa come "la coniglietta perfetta") che permetteva ad una coniglietta di servire i drink senza piegarsi in avanti verso i clienti. Per eseguirla correttamente, la ragazza doveva curvarsi leggermente all'indietro tenendo il ginocchio sinistro appoggiato dietro la gamba destra. Così facendo evitava di rovinare il costume e, vista sia da davanti e sia da dietro, manteneva un certo livello di decoro. Esistevano vari tipi di conigliette, come la "Door Bunny", la "Cigarette Bunny", la "Floor Bunny", la "Playmate Bunny" o la "Jet Bunny" (una coniglietta appositamente selezionata e formata per diventare assistente di volo nel "Big Bunny", il jet di Playboy). 
Le conigliette potevano beneficiare di un'assicurazione di gruppo, di ferie pagate e di un pasto al giorno. Potevano inoltre ricevere le copie di Playboy e di VIP in anticipo e acquistare prodotti dell'azienda a prezzo scontato. Pagando un affitto mensile di 50 dollari, le ragazze del club di Chicago potevano vivere in un dormitorio all'ultimo piano della Playboy Mansion ed usufruire di alcuni servizi della casa, come la piscina e la sauna. Esisteva un sistema di valutazione delle conigliette per cui guadagnavano punti di merito o di demerito in base alla qualità del lavoro svolto e al comportamento tenuto nel club. I punti di merito erano poi convertiti in denaro, mentre raggiunti i 100 punti di demerito scattava il licenziamento. Lavoravano in turni da 8 ore al giorno e nella maggior parte dei club erano pagate su base settimanale, tranne le addette ai cocktail che venivano pagate per ogni ora di lavoro.
Le ragazze erano responsabili per il loro aspetto fisico e prima di cominciare il turno dovevano essere controllate dalla Bunny Mother.  Inizialmente venne vietato loro di frequentare i clienti o i colleghi al di fuori del locale, pena il licenziamento immediato, tuttavia nel 1975 questa regola venne eliminata da Hefner in seguito alle richieste delle conigliette. I clienti non potevano toccarle, ma potevano ballarci assieme, intrattenere brevi discussioni e farsi immortalare con loro in foto. Inoltre, alle ragazze non era permesso bere alcolici durante le ore di lavoro. Una sarta era disponibile a qualunque ora per aiutare le ragazze con le loro uniformi e per aggiustare eventuali danni. I costumi erano fatti su misura per ogni coniglietta nel club in cui lavoravano e si componevano di due elementi principali: una parte frontale, già cucita a coppe di diverse taglie, e una posteriore che la sarta doveva unire in modo che il costume si adattasse perfettamente al corpo della ragazza.

## Critiche
Il trattamento ricevuto dalle conigliette fu reso pubblico nel 1963 nell'articolo "A Bunny's Tale" scritto dalla giornalista Gloria Steinem per la rivista Show e ristampato nel 1983 nel suo libro Outrageous Acts and Everyday Rebellions. Steinem lavorò per qualche tempo come coniglietta nel Playboy Club di New York e descrisse nel suo articolo le condizioni di sfruttamento e le richieste di natura sessuale che venivano fatte e che erano al limite della legge. Dall'articolo è stato tratto l'omonimo film TV del 1985 con Kirstie Alley nel ruolo di Gloria Steinem.
Sulle pagine di Playboy l'articolo fu definito come il più "rumoroso" fra i vari exposé dedicati alle conigliette, ma con un contenuto "non così rumoroso", piuttosto un miscuglio di mezze verità, insinuazioni e frasi totalmente false.